# Лучшие актёры за сто лет китайского кино
Лучшие актёры за сто лет китайского кино (1905—2004) — список ста наиболее выдающихся актёров и актрис за сто лет существования китайского кинематографа по версии Китайской ассоциации киноискусств (中国电影表演艺术学会). Список был оглашён 12 ноября 2005 года на 14-й церемонии вручения премий «Золотой петух» и «Сто цветов».
Отбор проводился из киноактёров трёх основных частей китайского региона — континентального Китая, Гонконга и Тайваня — по двум основным критериям:
1. Впечатляющей игре на экране и популярности у аудитории.
2. Наличию определённого статуса в истории китайского киноискусства и влиянию на развитие китайского кино.

## Алфавитный список актёров
(в оригинале в каждом временном диапазоне по увеличению количества черт в иероглифе/иероглифах фамилии)
| 1905—1949 годы (35 актёров) - Бай Ян - Ван Жэньмэй - Ван Даньфэн - Вэй Хэлин - Жуань Линъюй - Лань Ма - Ли Вэй - Ли Лили - Лю Цюн - Пау Фон - Се Тянь - Сунь Даолинь - Сян Кунь - Тао Цзинь - Тянь Фан - У Инь - У Чуфань - Фэн Чжэ - Ху Де - Хуан Цзунъин - Цзинь Шань - Цзинь Янь - Цинь И - Чжан Пин - Чжао Дань - Чжан Жуйфан - Чжоу Сюань - Чэнь Цян - Шангуань Юньчжу - Ши Хуэй - Шу Ши - Шу Сювэнь - Юань Мучжи - Юй Лань - Юй Ян | 1949—1976 годы (34 актёра) - Ван Юймэй - Ван Сяотан - Ван Фули - Ван Синьган - Го Чжэньцин - Гуй Ялэн - Кэ Цзюньсюн - Брюс Ли - Ли Жэньтан - Ли Можань - Бриджит Лин - Лиза Лу - Сихун Лун - Лю Сяоцин - Пан Сюэцинь - Пань Хун - Се Фан - Ся Мэн - Тан Гоцян - Тао Юйлин - Тянь Хуа - Цинь Хань - Цуй Вэй - Джеки Чан - Сильвия Чан - Чжао Лижун - Чжан Лян - Чжан Юй - Чжао Цзыюэ - Чжу Сицзюань - Чжун Синхо - Чоу Юньфат - Юй Шичжи - Ян Цзайбао | 1976—2004 годы (31 актёр) - Ван Течэн - Ван Чживэнь - Гун Ли - Гэ Ю - Энди Лау - Ли Баотянь - Джет Ли - Ли Сюэцзянь - Лю Пэйци - Люй Липин - Тони Люн Ка-Фай - Тони Люн Чу Вай - Анита Муи - Нин Цзин - Пу Цуньсинь - Си Мэйцзюань - Сун Чуньли - Сыцинь Гаова - Цзян Вэнь - Цзян Вэньли - Чжан Фэнъи - Чжан Цзыи - Чжу Сюй - Чжэн Чжэньяо - Стивен Чоу - Лесли Чун - Мэгги Чун - Чэнь Баого - Чэнь Даомин - Джоан Чэнь - Чэнь Пэйсы |